# Scopula displicitata
Scopula displicitata là một loài bướm đêm trong họ Geometridae.